# 邯郸八景
邯郸八景也叫做邯郸八大景，主要源于清代的《邯郸县志》，后来加上了中华成语文化园和串城街，并称邯郸八景。是古城邯郸的八个著名的景点群，是旅客来邯郸旅行的好地方。

## 邯郸八景名单
1. 武灵丛台、七贤祠、赵王城遗址、赵王陵
2. 铜雀台遗址、邺城遗址、邺城博物馆
3. 广府古城、弘济桥、杨露禅故居、毛遂墓
4. 晋冀鲁豫烈士陵园、左权墓、刘邓大军司令部旧址
5. 串城街（包含秦始皇故里、相如府、学步桥、蔺相如回车巷、慈禧行宫、玉皇阁）
6. 娲皇宫
7. 兰陵王墓为首的北朝墓群
8. 中华成语文化园